# La Motte-en-Bauges
La Motte-en-Bauges település Franciaországban, Savoie megyében. Lakosainak száma 514 fő (2022. január 1.). La Motte-en-Bauges Bellecombe-en-Bauges, Le Châtelard és Lescheraines községekkel határos.

## Népesség
A település népességének változása:
| Lakosok száma | 463  | 486  | 514  | 498  | 501  | 505  | 509  | 509  | 514  |
|               | 2013 | 2015 | 2016 | 2017 | 2018 | 2019 | 2020 | 2021 | 2022 |